# Chỉ số FTSE 250
Chỉ số FTSE 250 (tiếng Anh: FTSE 250 Index) (/ˈfʊtsiː/ FUUT-see) là một chỉ số gia quyền vốn hóa bao gồm các công ty lớn nhất từ vị trí 101 đến 350 được niêm yết trên Sở giao dịch chứng khoán London.

## Các thành phần
Các thành phần sau dựa theo sự thay đổi vào ngày 18 tháng 9 năm 2017::
- 888 Holdings
- 3i Infrastructure
- AA
- Aberforth Smaller Companies Trust
- Acacia Mining
- Aggreko
- Aldermore Group
- Alfa Financial Software
- Alliance Trust
- Amec Foster Wheeler
- Ascential
- Ashmore Group
- Assura
- Auto Trader Group
- Aveva
- Balfour Beatty
- Bankers Investment Trust
- Barr, A.G.
- BBA Aviation
- Beazley Group
- Bellway
- Bank of Georgia Holdings
- Big Yellow Group
- B & M European Retail Value
- Bodycote
- Booker Group
- Bovis Homes Group
- Brewin Dolphin Holdings
- British Empire Trust
- Britvic
- N Brown
- BTG
- Cairn Energy
- Caledonia Investments
- Capita
- Capital & Counties Properties
- Card Factory
- Centamin
- Cineworld
- City of London Investment Trust
- Clarkson
- Close Brothers Group
- CLS Holdings
- Coats
- Cobham
- Computacenter
- Countryside Properties
- Cranswick
- Crest Nicholson
- CYBG
- Daejan Holdings
- Dairy Crest
- Dechra Pharmaceuticals
- Derwent London
- Dignity
- Diploma
- Dixons Carphone
- Domino's Pizza
- Drax Group
- Dunelm Group
- Edinburgh Investment Trust
- Electra Private Equity
- Electrocomponents
- Elementis
- Entertainment One
- Equiniti
- Essentra
- Esure
- Euromoney Institutional Investor
- Evraz
- F&C Commercial Property Trust
- FDM Group
- Ferrexpo
- Fidelity China Special Situations
- Fidelity European Values
- Fidessa Group
- Finsbury Growth & Income Trust
- FirstGroup
- Fisher, James & Sons
- Foreign & Colonial Investment Trust
- Galliford Try
- GCP Infrastructure Investments
- Genesis Emerging Markets Fund
- Genus
- Go-Ahead Group
- Grafton Group
- Grainger
- Great Portland Estates
- Greencoat UK Wind
- Greencore
- Greene King
- Greggs
- GVC Holdings
- Halfords Group
- Halma
- Hansteen Holdings
- HarbourVest Global Private Equity
- Hastings Group
- Hays
- HICL Infrastructure Company
- Hikma Pharmaceuticals
- Hill & Smith
- Hiscox
- Hochschild Mining
- Homeserve
- Howden Joinery
- Hunting
- Ibstock
- IG Group Holdings
- IMI
- Inchcape
- Indivior
- Inmarsat
- Intermediate Capital Group
- International Public Partnerships
- Intu Properties
- Investec
- IP Group
- IWG
- Jardine Lloyd Thompson
- JD Sports
- Jimmy Choo
- John Laing Group
- John Laing Infrastructure Fund
- JPMorgan American Investment Trust
- JPMorgan Emerging Markets Investment Trust
- JPMorgan Indian Investment Trust
- Jupiter Fund Management
- Just Eat
- Just Group
- KAZ Minerals
- Kennedy Wilson Europe Real Estate
- Kier Group
- Ladbrokes Coral
- Lancashire Holdings
- LondonMetric Property
- Man Group
- Marshalls
- Marston's
- McCarthy & Stone
- Meggitt
- Melrose Industries
- Mercantile Investment Trust
- Metro Bank
- Millennium & Copthorne Hotels
- Mitchells & Butlers
- Mitie
- Moneysupermarket.com Group
- Monks Investment Trust
- Morgan Advanced Materials
- Murray International Trust
- National Express Group
- NB Global
- NewRiver
- NEX Group
- Nostrum Oil & Gas
- Ocado Group
- OneSavings Bank
- P2P Global Investments
- PageGroup
- Paragon Group of Companies
- PayPoint
- Paysafe
- Pennon Group
- Perpetual Income & Growth Investment Trust
- Pershing Square Holdings
- Personal Assets Trust
- Petrofac
- Pets at Home
- Phoenix Group Holdings
- Playtech
- Polar Capital Technology Trust
- Polymetal International
- Polypipe
- Provident Financial
- PZ Cussons
- QinetiQ
- Rank Group
- Rathbone Brothers
- Redefine International
- Redrow
- Renewables Infrastructure Group
- Renishaw
- Restaurant Group
- Rightmove
- RIT Capital Partners
- Riverstone Energy
- Rotork
- Royal Mail
- RPC Group
- Safestore
- Saga
- Sanne Group
- Savills
- Scottish Investment Trust
- Senior
- Sequoia Economic Infrastructure Income Fund
- Serco
- Shaftesbury
- SIG plc
- Sirius Minerals
- Smith (DS)
- Softcat
- Sophos
- Spectris
- Spirax-Sarco Engineering
- Spire Healthcare
- Sports Direct
- SSP Group
- Stagecoach Group
- St. Modwen Properties
- Stobart
- SuperGroup
- Syncona
- Synthomer
- TalkTalk Group
- Tate & Lyle
- TBC Bank
- Ted Baker
- Telecom Plus
- Temple Bar Investment Trust
- Templeton Emerging Markets Investment Trust
- Thomas Cook Group
- TP ICAP
- Travis Perkins
- Tritax Big Box REIT
- TR Property Investment Trust (two listings, both ordinary & sigma shares)
- Tullow Oil
- UBM
- UDG Healthcare
- UK Commercial Property Trust
- Ultra Electronics Holdings
- Unite Group
- Vectura Group
- Vedanta Resources
- Vesuvius
- Victrex
- Vietnam Enterprise Investments
- Virgin Money
- Weir Group
- Wetherspoon (J D)
- W H Smith
- William Hill
- Witan Investment Trust
- Wizz Air
- Woodford Patient Capital Trust
- Wood Group
- Workspace Group
- Worldwide Healthcare Trust
- ZPG